# Bruderheim
Bruderheim är en ort i Kanada.   Den ligger i provinsen Alberta, i den centrala delen av landet, 2 800 km väster om huvudstaden Ottawa. Bruderheim ligger 660 meter över havet och antalet invånare är 1 155.
Terrängen runt Bruderheim är platt. Trakten runt Bruderheim är nära nog obefolkad, med mindre än två invånare per kvadratkilometer.. Närmaste större samhälle är Lamont, 8,9 km öster om Bruderheim. 
Trakten runt Bruderheim består till största delen av jordbruksmark.